# Sluier van onwetendheid

Een visuele uitdrukking van de hypothetische sluier van onwetendheid van filosoof John Ralws. Burgers die keuzes over hun maatschappij maken wordt gevraagd deze te maken vanuit een "oorspronkelijke positie" van gelijkheid (links) achter een "sluier van onwetendheid" (muur, midden), zonder te weten welk geslacht, ras, vaardigheden, smaak, rijkdom of maatschappelijke positie ze zullen hebben (rechts). Rawls claimt dat dit hen een billijk beleid zal doen kiezen.

De oorspronkelijke positie (OP), vaak sluier van onwetendheid genoemd, is een gedachte-experiment, ontwikkeld door de Amerikaanse filosoof John Rawls, met als doel de principes te ontdekken die een maatschappij van vrije, gelijke en morele mensen zouden moeten leiden. Rawls claimt dat mensen in de oorspronkelijke positie zijn principes van rechtvaardigheid zouden kiezen.
In de oorspronkelijke positie krijg je de vraag te overwegen welke uitgangsprincipes je als basisbouwstenen voor de structuur van de maatschappij zou uitkiezen, maar je moet deze uitkiezen alsof je op voorhand niet zou weten welke rol je in die maatschappij zou toebedeeld worden. Deze keuze wordt gemaakt van achter een "sluier van onwetendheid", waardoor je je etniciteit, sociale status, geslacht, en vooral je eigen idee over wat een goed leven leiden betekent niet kan kennen. Idealiter zou dit deelnemers ertoe brengen onpartijdig en rationeel uitgangsprincipes uit te kiezen.
In de theorie van Rawls speelt de originele positie dezelfde rol als de  "natuurtoestand" in de sociaal contract-traditie van Thomas Hobbes, Jean-Jacques Rousseau en John Locke. De originele positie krijgt een prominente plaats in Rawls' boek A Theory of Justice uit 1971. Het heeft invloed gehad op een breed veld aan denkers uit verscheidene filosofische richtingen.

## Geschiedenis
Het concept van de sluier van onwetendheid is onder andere namen al eeuwen in gebruik door filosofen zoals John Stuart Mill en Immanuel Kant, die in hun werk het sociaal contract bediscussiëren, Adam Smith met zijn "onpartijdige waarnemer", of de theorie van de ideale waarnemer. John Harsanyi hielp het economisch concept formaliseren, en argumenteerde dat het eerder een pleidooi was voor utilitarisme dan voor een sociaal contract, aangezien rationele actoren te verwachten resultaten in beschouwing nemen, eerder dan best of worst case-resultaten. Harsanyi stelde dat een persoon in de oorspronkelijke positie zijn verwachte nut zou maximaliseren, eerder dan te kiezen voor minimax. Het gebruik van de term door John Rawls werd ontwikkeld in zijn boek A Theory of Justice.
Modern werk neigt naar een focus op de verschillende besluitvormingstheorieën die de keuze van een beslissingsmaker "achter de sluier" zouden kunnen omschrijven. Daarenboven heeft Michael Moehler aangetoond dat uit moreel perspectief een besluitvormingstheorie niet noodzakelijk centraal hoeft te staan in discussies rond de sluier van onwetendheid, maar wel de precieze morele idealen die verondersteld worden de sluier vorm te geven. Vanuit moreel standpunt is er niet één sluier van onwetendheid, maar talrijke verschillende versies.